# Eviota lachdeberei
Eviota lachdeberei és una espècie de peix de la família dels gòbids i de l'ordre dels perciformes.

## Morfologia
Els mascles poden assolir els 2,1 cm de longitud total.

## Distribució geogràfica
Es troba des de les Moluques fins a Papua Nova Guinea i les Illes Ryukyu.